# Trier-Tarforst
Tarforst ist ein Ortsbezirk von Trier mit etwa 6.500 Einwohnern.

## Geographie
Tarforst liegt auf dem Plateau des Petrisbergs oberhalb der Trierer Innenstadt und gehört zusammen mit Filsch, Kernscheid und Irsch zu den Höhenstadtteilen. Angrenzend an Neu-Kürenz und Olewig befindet sich die Universität Trier. Der Ortsbezirk ist nicht weiter in Stadtbezirke gegliedert, wird aber üblicherweise in drei Siedlungen unterteilt:
- (Alt-)Tarforst, der Ortskern, der bis heute seinen dörflichen Charakter bewahrt hat
- Trimmelterhof, auch Trimmelter Hof, benannt nach der gleichnamigen benachbarten heutigen Reitanlage in Trier-Olewig von lat. tremuletum "Espenwald", auf der sogenannten Tarforster Höhe unterhalb des älteren Dorfes. Zwischen der Siedlung und der Universität befindet sich die Einkaufspassage Stadtteilzentrum Tarforster Höhe. Von Alt-Tarforst wird die Siedlung durch die Kohlenstraße getrennt. Diesseits der Straße befindet sich außerdem ein weiteres, erst um die Jahrtausendwende entstandenes Stadtteilzentrum mit Supermärkten und weiteren Geschäften.
- Trimmelterberg, auch Trimmelter Berg, westlich der Universität gelegen und durch die Gustav-Heinemann-Straße von der Siedlung Trimmelter Hof getrennt.

Im äußersten Osten der Gemarkung befindet sich der Naumeter Kopf in der Nähe des Schellberges.

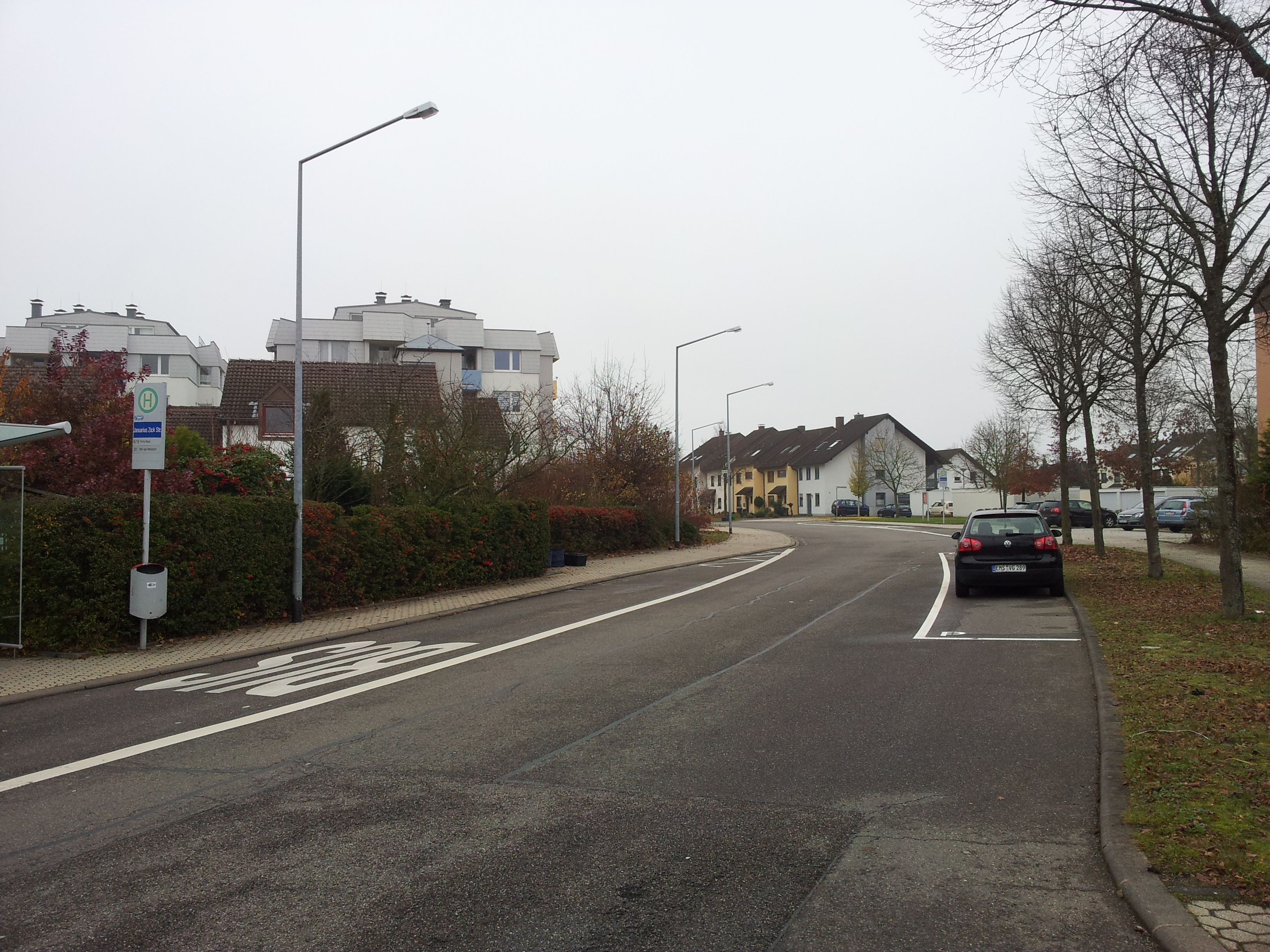
Wohngebiet Trimmelterhof
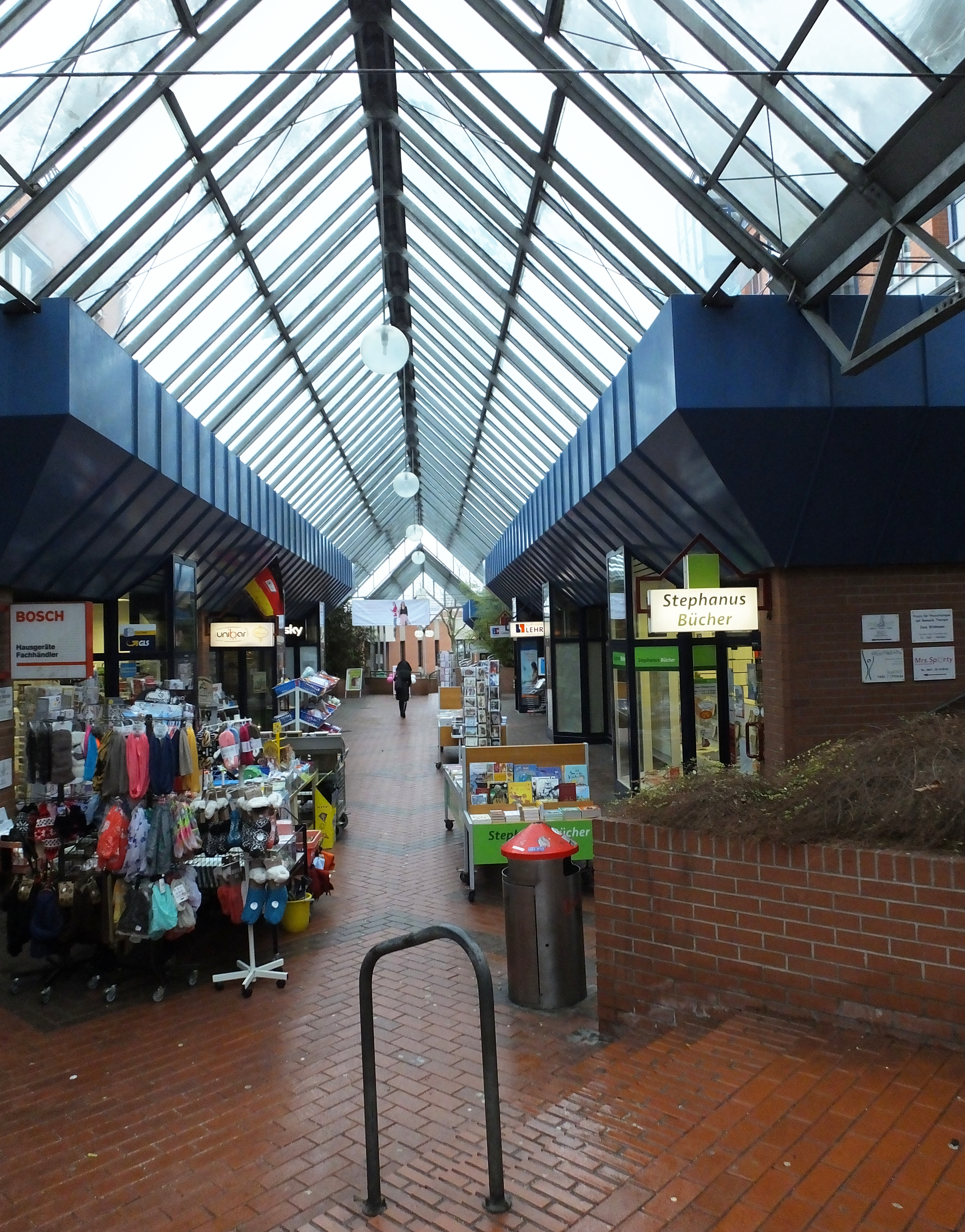
Einkaufspassage des Stadtteilzentrums Tarforster Höhe

## Geschichte
Tarforst und seine Umgebung sind alter geschichtlicher Boden. Die archäologischen Funde, die bei Ausgrabungen zutage kamen, werden früheren römischen Besiedlungen zugeordnet.
Auch der Name „Tarforst“ deutet auf die Römerzeit hin: Centarburs (lat.: „hundert Bäume“). Im Mittelpunkt der Ortschaft stand das Zehnthaus der Abtei St. Maximin, und um diesen Gutshof herum vergrößerte sich der Ort im Laufe der Zeit. Das älteste Gebäude in Tarforst ist der Maximiner Hof aus dem Jahr 1586.

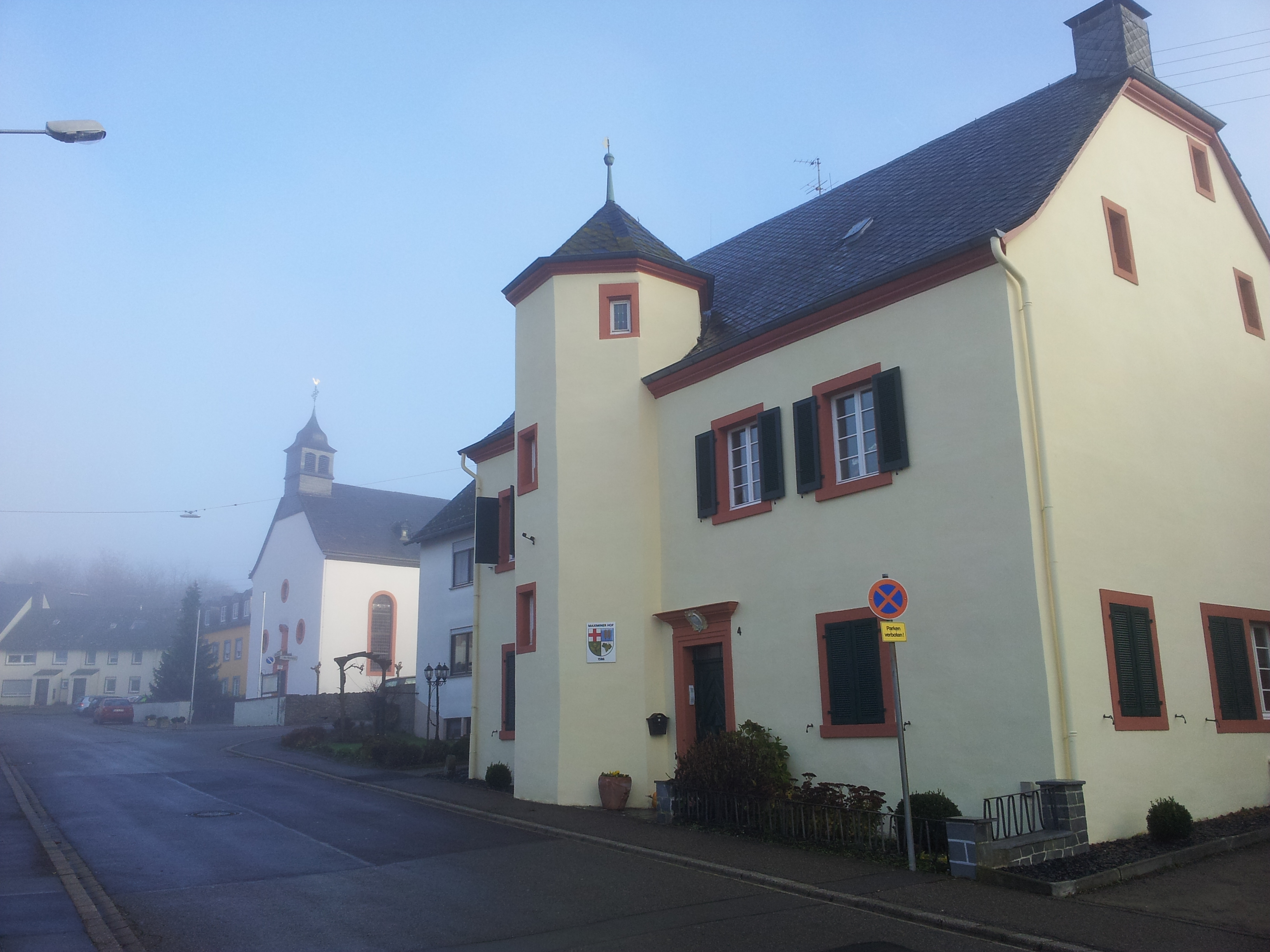
Maximiner Hof und katholische Pfarrkirche
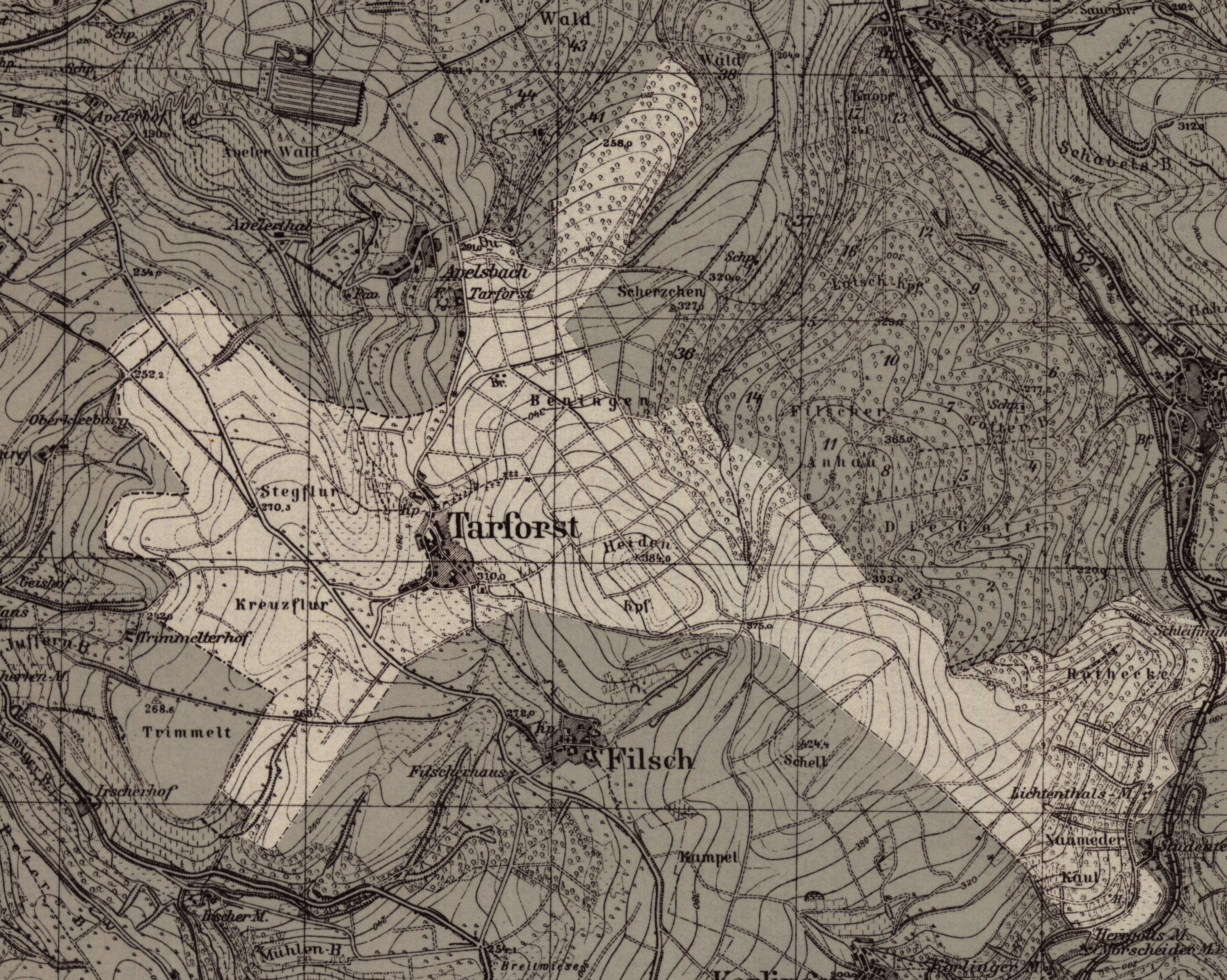
Die Gemarkung Tarforst im Jahr 1939

1933 hatte Tarforst 458 Einwohner. Am 7. Juni 1969 wurde der alte Ortsteil im Rahmen einer kommunalen Gebietsreform in die Stadt Trier eingemeindet; zu diesem Zeitpunkt hatte Tarforst 630 Einwohner. Einen rasanten Anstieg der Einwohnerzahlen verzeichnete Tarforst seit den 1970er Jahren, als der Ort neuer Standort der Universität Trier wurde; innerhalb von fünfzig Jahren ist die Einwohnerzahl auf das Elffache angewachsen. Das Campusgelände und angrenzende Studentenwohnheime wurden seitdem mehrfach erweitert. In den 1980er Jahren entstanden zudem die Neubausiedlungen Trimmelterberg und Trimmelterhof, wobei die letztgenannte seitdem stetig erweitert wurde und die jüngeren Erweiterungen bereits im Ortsbezirk Filsch liegen.

## Politik
- SPD: 4
- Grüne: 3
- FDP: 1
- CDU: 7

### Ortsbeirat
Für den Ortsteil Tarforst wurde ein Ortsbezirk gebildet. Dem Ortsbeirat gehören 15 Beiratsmitglieder an, den Vorsitz im Ortsbeirat führt der direkt gewählte Ortsvorsteher.
Für weitere Informationen und historische Daten siehe die Ergebnisse der Kommunalwahlen in Trier.

### Ortsvorsteher
Ortsvorsteher ist seit 2014 Werner Gorges (CDU). Er wurde bei einer Stichwahl am 16. Juni 2019 mit einem Stimmenanteil von 57,28 % wiedergewählt, nachdem bei der Direktwahl am 26. Mai keiner der ursprünglich drei Bewerber die notwendige Mehrheit erreicht hatte. Bei der Direktwahl am 9. Juni 2024 wurde er als einziger Bewerber mit einem Stimmenanteil von 75,3 % für weitere fünf Jahre in seinem Amt bestätigt.

## Vereine
Die größten Ortsvereine sind der FSV (Fußball- und Sportverein) Tarforst 1946, dessen erste Herrenmannschaft 2010 den Aufstieg in die Rheinlandliga schaffte, der Trimmelter Sportverein und der Musikverein Tarforst.

## Sportplätze
In Trier-Tarforst gibt es einen öffentlichen Basketballplatz sowie eine Kleinfußballanlage, diese sind beim Kunstrasenplatz des FSV anzutreffen.
Ebenso gibt es auf dem Gelände der Universität Trier einen Ascheplatz sowie einen Laufpfad, mehrere Basketballfelder und ein Kleinfußballfeld.

## Verkehr

### Straßen
Aus Richtung der Trierer Innenstadt ist Tarforst über Kürenz (Kohlenstraße) oder über Olewig (Gustav-Heinemann-Straße) zu erreichen.
Aus Richtung Pluwig kann man Tarforst über die L 143 / L 144 erreichen.

### Bus
Tarforst ist mit der Trierer Innenstadt und den Nachbarstadtteilen durch verschiedene Buslinien der Stadtwerke Trier verbunden. Über Olewig ist Tarforst mit den Linien 6, 16, 30 und 81 zu erreichen. Über den Petrisberg nach Tarforst gelangt man mit den Linien 4 und 85. Über Kürenz verkehren die Linien 3, 13 und 83.

### Wandern
Zwischen Tarforst, Filsch, Kernscheid, Irsch und Korlingen verläuft die Trierer Galgenkopftour.

## Persönlichkeiten
- Ehrentrudis Dietzen (1884–1944), Steyler Missionsschwester, Regionaloberin und Märtyrin